# NGC 136
NGC 136 је расејано звездано јато у сазвежђу Касиопеја које се налази на NGC листи објеката дубоког неба.
Деклинација објекта је + 61° 30' 33" а ректасцензија 0h 31m 30,7s. Привидна величина (магнитуда) објекта NGC 136 износи 15,1 а фотографска магнитуда 11,5. NGC 136 је још познат и под ознакама OCL 295.